# Seasaar
Seasaar est une île d'Estonie en mer Baltique.